# Aiways

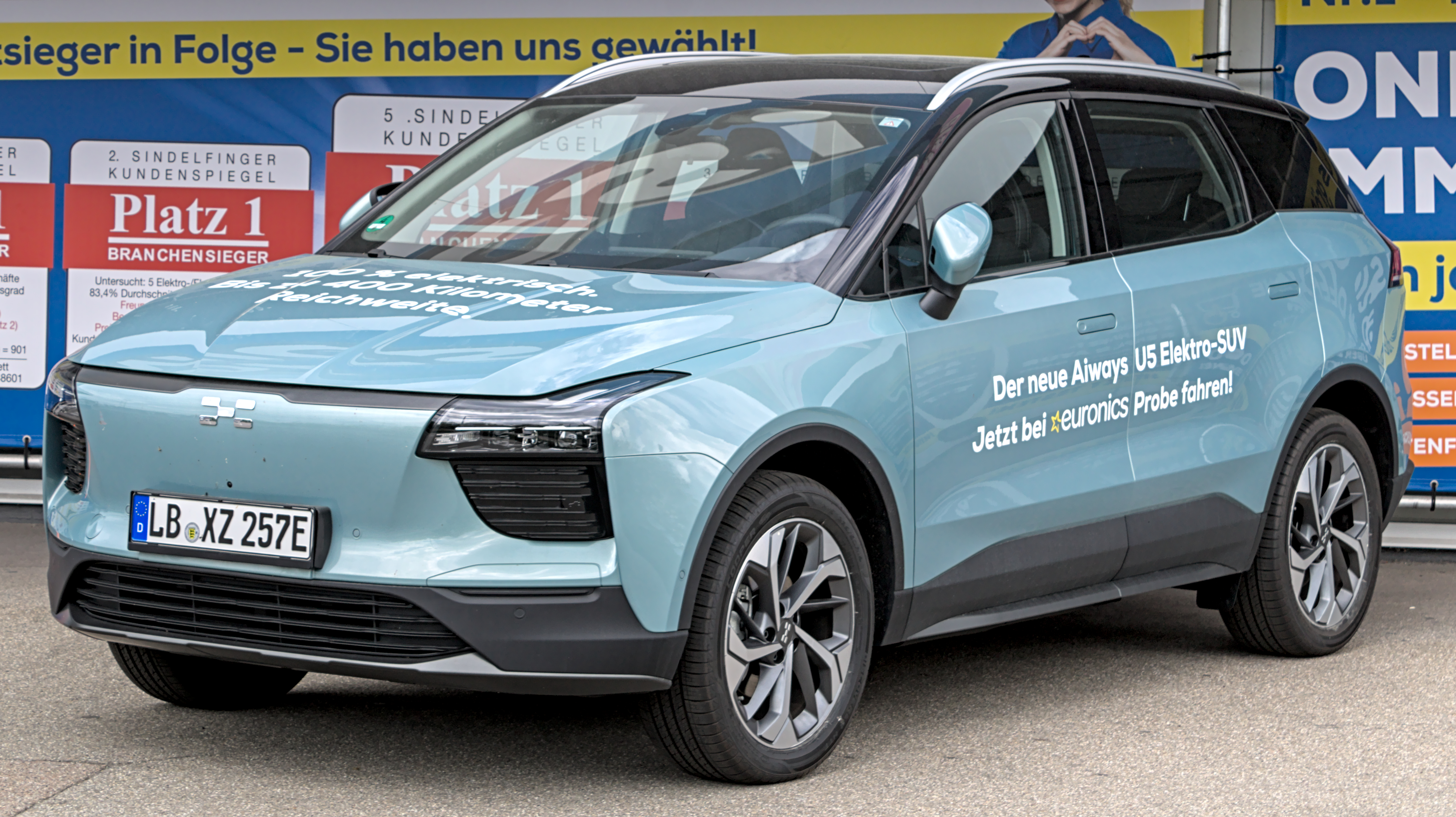
Aiways U5 (2019)

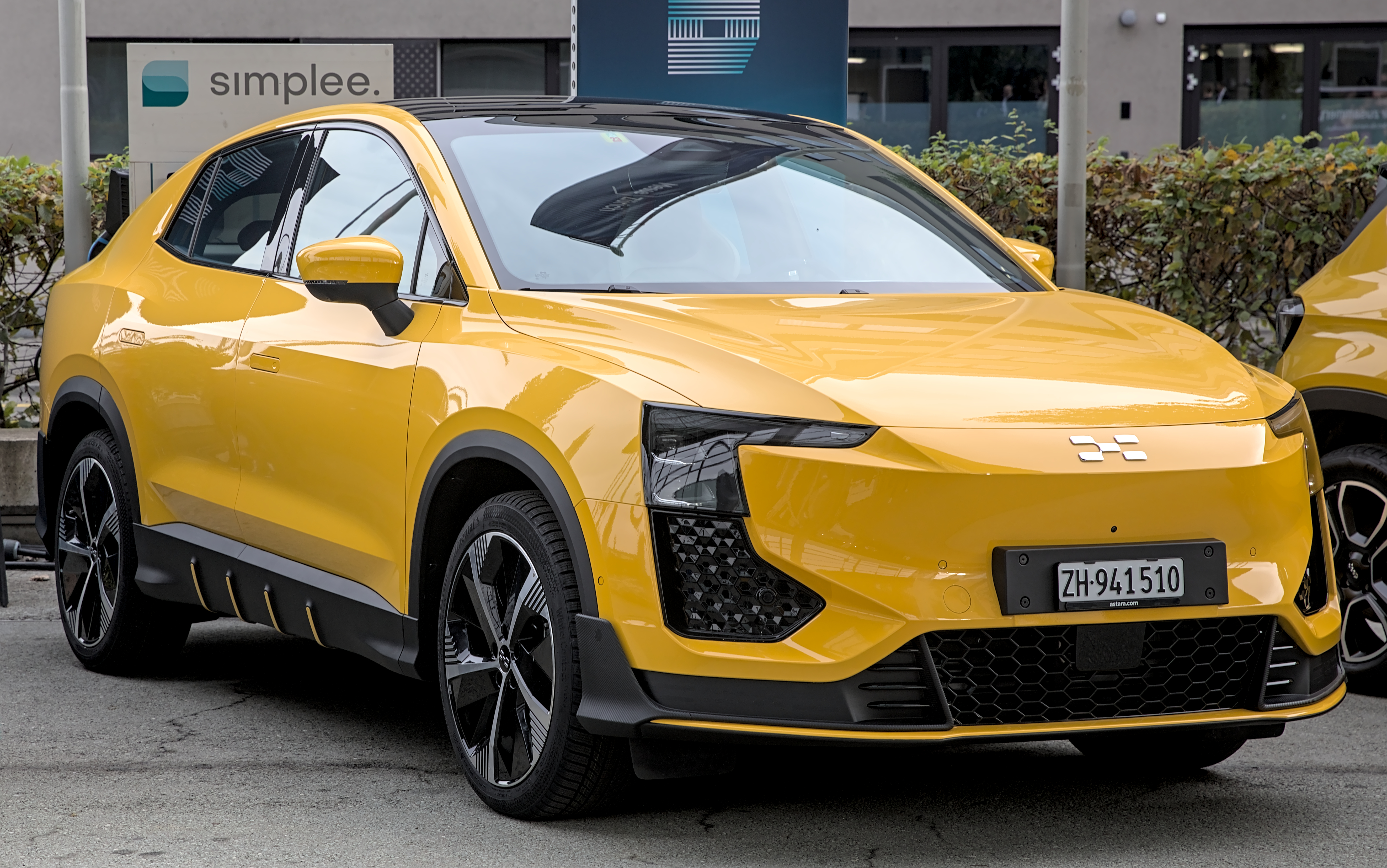
Aiways U6 (2021)

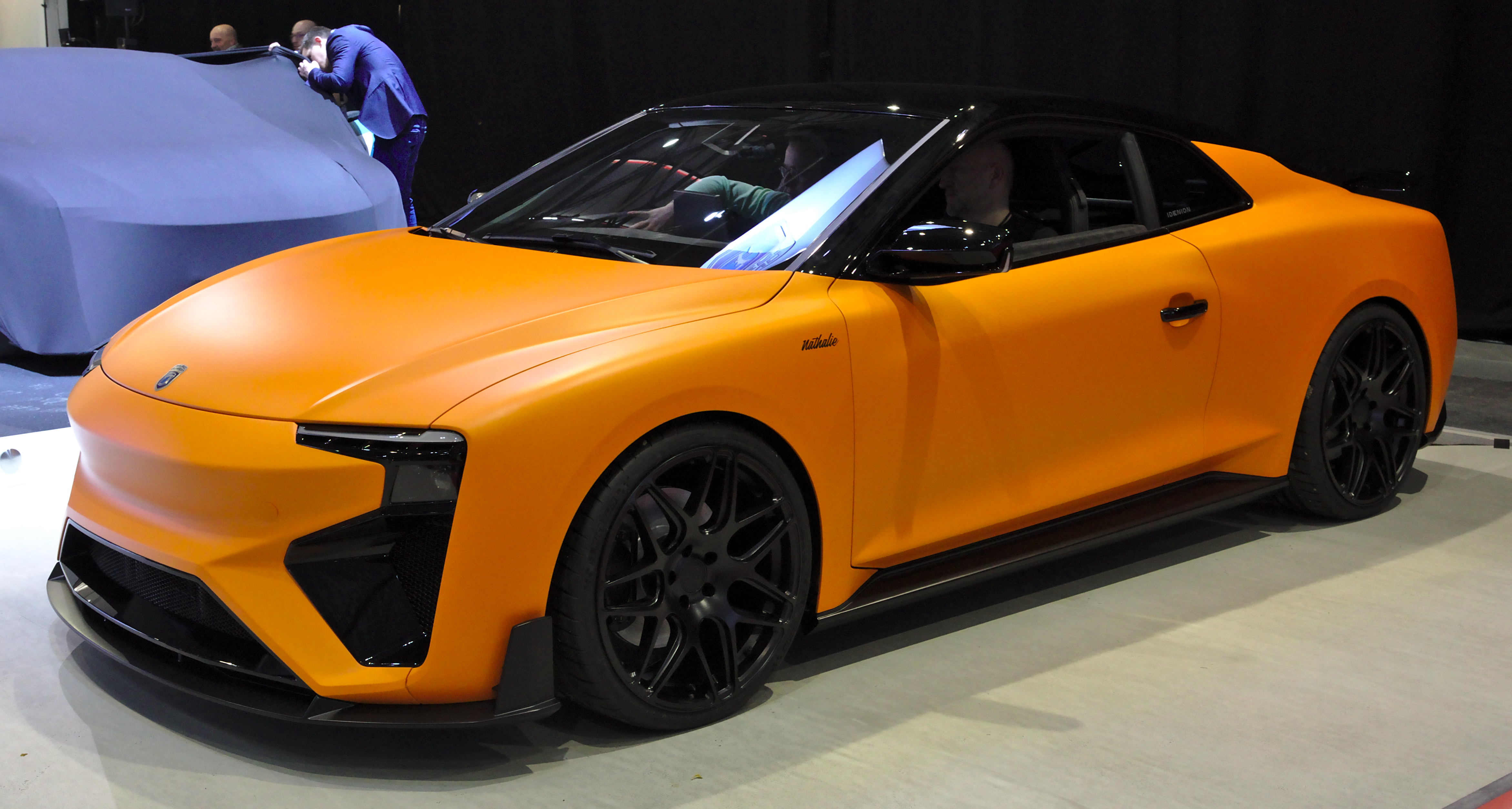
Gumpert-Aiways Nathalie (2019)

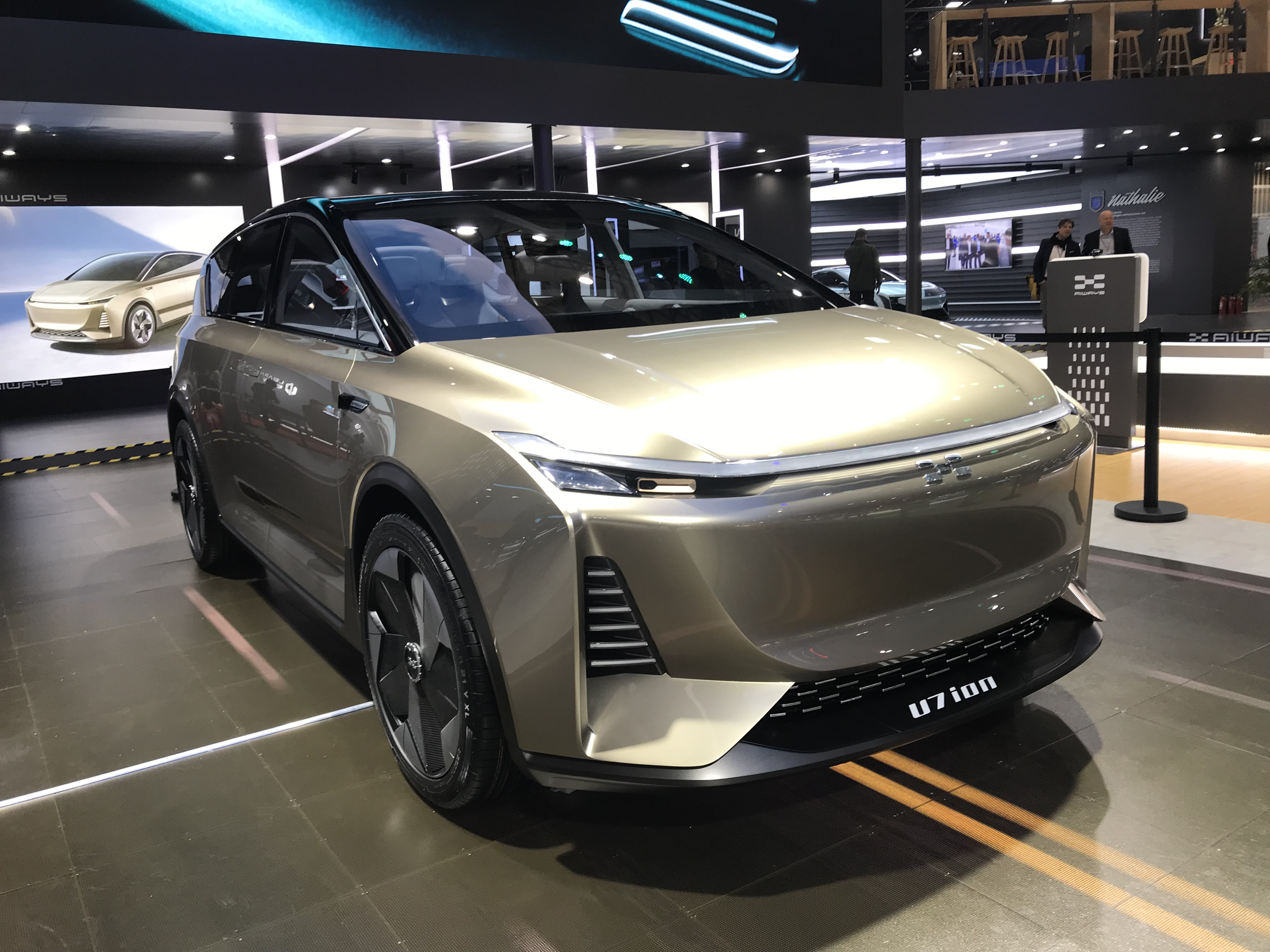
Aiways U7 Concept (201(

Aiways – chiński producent elektrycznych samochodów, z siedzibą w Szanghaju, działający od 2017 roku. 

## Historia

### Początki
Startup Aiways został założony przez dwójkę chińskich przedsiębiorców, Fu Qiana i Gu Fenga w 2017 roku w Szanghaju. Już na samym początku jako cel obrano opracowanie gamy SUV-ów z napędem elektrycznym. Studyjną zapowiedzią pierwszego produkcyjnego pojazdu Aiways był prototyp U5 Ion Concept przedstawiony w listopadzie 2018 roku, z planami przedstawienia seryjnej postaci wiosną następnego roku. Przy okazji pierwszego studium, Aiways ogłosił plany sprzedażowe dotyczące nie tylko rodzimego rynku chińskiego, ale i europejskiego.
Zgoodnie z wcześniejszymi zapowiedziami, pierwszym seryjnym samochodem marki Aiways został średniej wielkości SUV U5 przedstawiony w marcu 2019 roku. W styczniu 2020 roku Aiways zapowiedział oficjalny europejski debiut U5 na Geneva Motor Show 2020, stając się tym samym pierwszą w pełni chińską marką rozpoczynającą oficjalną sprzedaż samochodu elektrycznego w tym regionie.
Z powodu odwołania Geneva Motor Show w wyniku Pandemii COVID-19, premiera Aiwaysa U5 nie odbyła się. Początek sprzedaży modelu na wybranych rynkach Europy Zachodniej zaplanowano na sierpień 2020 roku. W lipcu 2020 roku dotrze do Europy pierwszy transport 500 sztuk U5, które będą funkcjonować w ramach wypożyczalni samochodów Hertz na francuskiej Korsyce. W kwietniu 2021 roku Aiways przedstawił swój drugi produkcyjny samochód w postaci średniej wielkości SUV-a Coupe o nazwie U6. Pojazd utrzymany został w awangardowym wzornictwie, za które odpowiadał były stylista Ferrari, Ken Okuyama. 

### Kryzys i reaktywacja
W połowie 2023 roku sytuacja finansowa firmy załamała się, co doprowadziło do wstrzymania wypłaty pensji pracownikom i zatrzymania produkcji. Następnie, sierpniu 2023 odszedł dotychczasowy prezes firmy i zastąpił go nowy zarządca decydujący się na restrukturyzację. Podjął on decyzję o zintensyfikowaniu się na działalności na rynkach zagranicznych, wycofując Aiwaysa z rodzimego, zbyt trudnego rynku chińskiego i przygotowaniu do odbudowy swoich planów wobec rynku europejskiego. Na początku 2024 roku Aiways znalazł się na skraju bankructwa, od czego w marcu 2024 Aiways uchroniły chińskie organy państwowe i razem z firmami Haima oraz Zhidou zapewniły stabilne finansowanie na wznowienie pełnoskalowych operacji.

### Gumpert Aiways
W 2017 roku niemiecki inżynier i przedsiębiorca Roland Gumpert po bankructwie jego firmy Gumpert i odpsrzedaniu jej hongkońskim inwestorom, którzy zmienili jej nazwę na Apollo Automobil, zdecydował się utworzyć nową biznesową inicjatywę. Wszedł on we współpracę z chińskim Aiways, tworząc przedsiębiorstwo Gumpert Aiways Automobile. W 2021 roku planowano wytwarzanie ono hybrydowego coupe RG Nathalie, jednak nie doszła ona do skutku, a firma pozostała nieaktywna na początku trzeciej dekady XXI wieku.

## Modele samochodów

### Obecnie produkowane
- U5
- U6

### Prototypy
- Aiways U5 Ion Concept (2019)
- Aiways U7 Ion Concept (2019)
- Aiways U6 Ion Concept (2020)